# Lösnich
Lösnich é um município da Alemanha, localizado no distrito Bernkastel-Wittlich, no estado de Renânia-Palatinado. É membro do Verbandsgemeinde de Bernkastel-Kues.